# Kenny Earl Edwards
Kenny Earl Edwards (Nashville, Tennessee, 1964. december 24. –) amerikai dobos, legtöbben a Manowar együttes egykori tagjaként ismerik. 
1992-ben csatlakozott a Manowarhoz, Scott Columbus utódjaként. Játéka egyetlen lemezen hallható, mely The Triumph of Steel címen jelent meg. Elkötelezettségét mutatva a beszállása után elégette régi dobcuccát. 
Kenny 1995-ig volt a zenekar tagja, mígnem vissza nem tért a dobok mögé Scott Columbus.
Játékstílusa a The Triumph of Steelen sokoldalú és dinamikus volt. Elődjénél gyakrabban használta a kétlábdobokat, Scott játéka viszont egyszerűbb és hatásosabbnak tűnik sokak szerint. 
2005-ben alakította meg HolyHell zenekarát, mely szimfonikus metalt játszik, és a Manowar kiadója, a Magic Circle Music égisze alatt működik.

## Diszkográfia
Manowar:
- The Triumph of Steel (1992)

HolyHell:
- Apokalypse EP – 2007
- HolyHell – 2009